# Slankapen

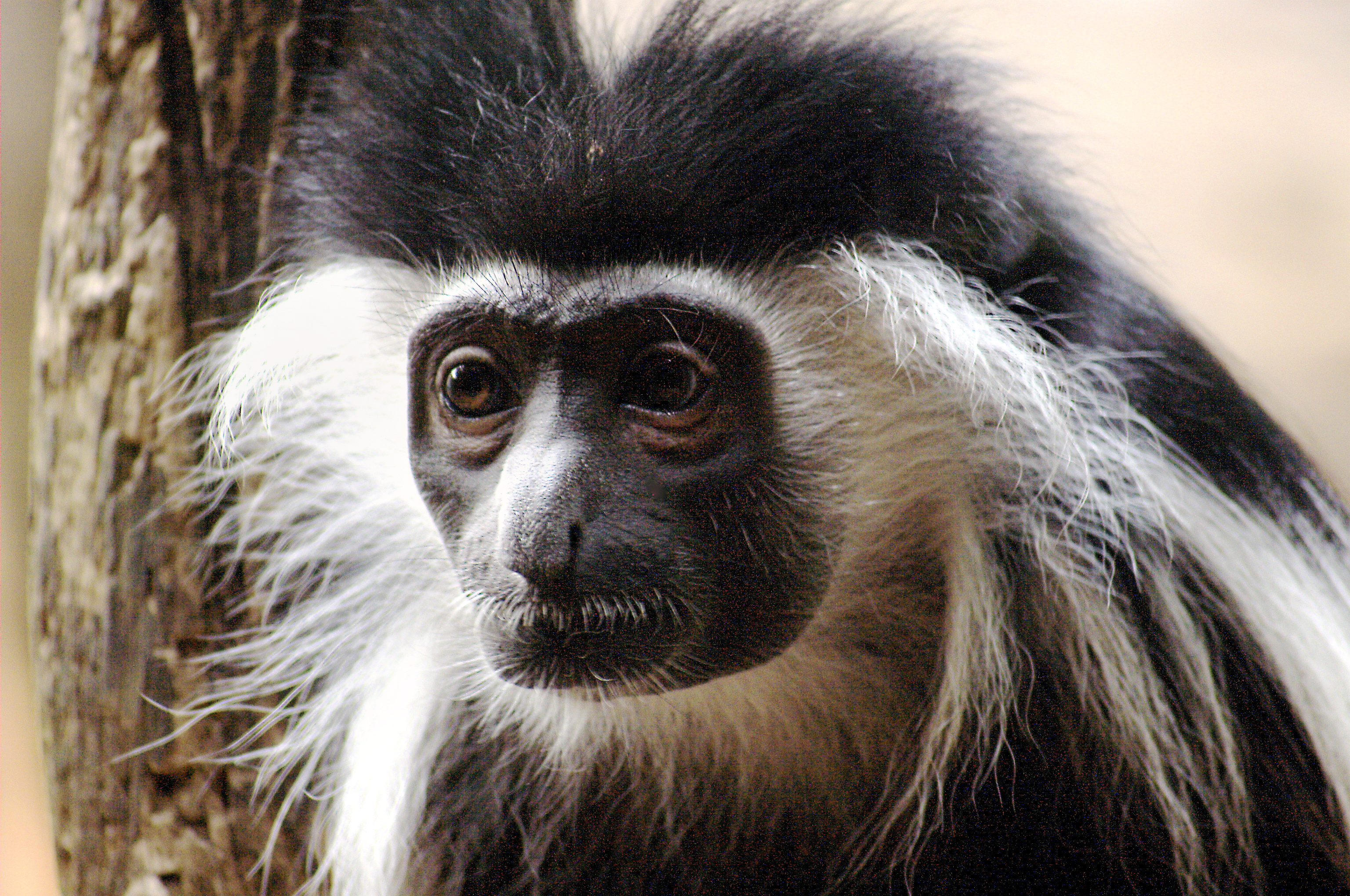
Zuidelijke franjeaap (Colobus angolensis)

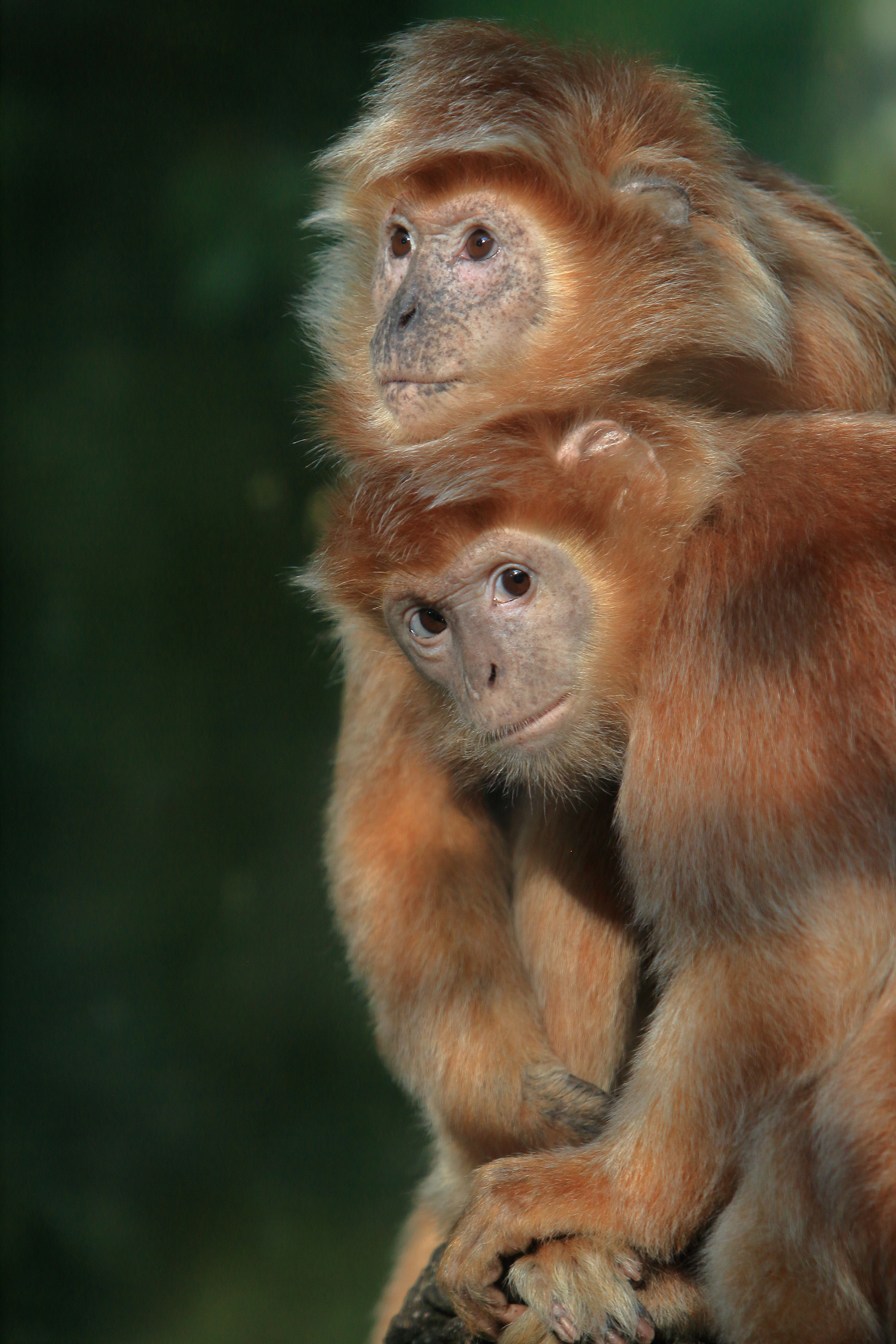
Javaanse langoer (Trachypithecus auratus)

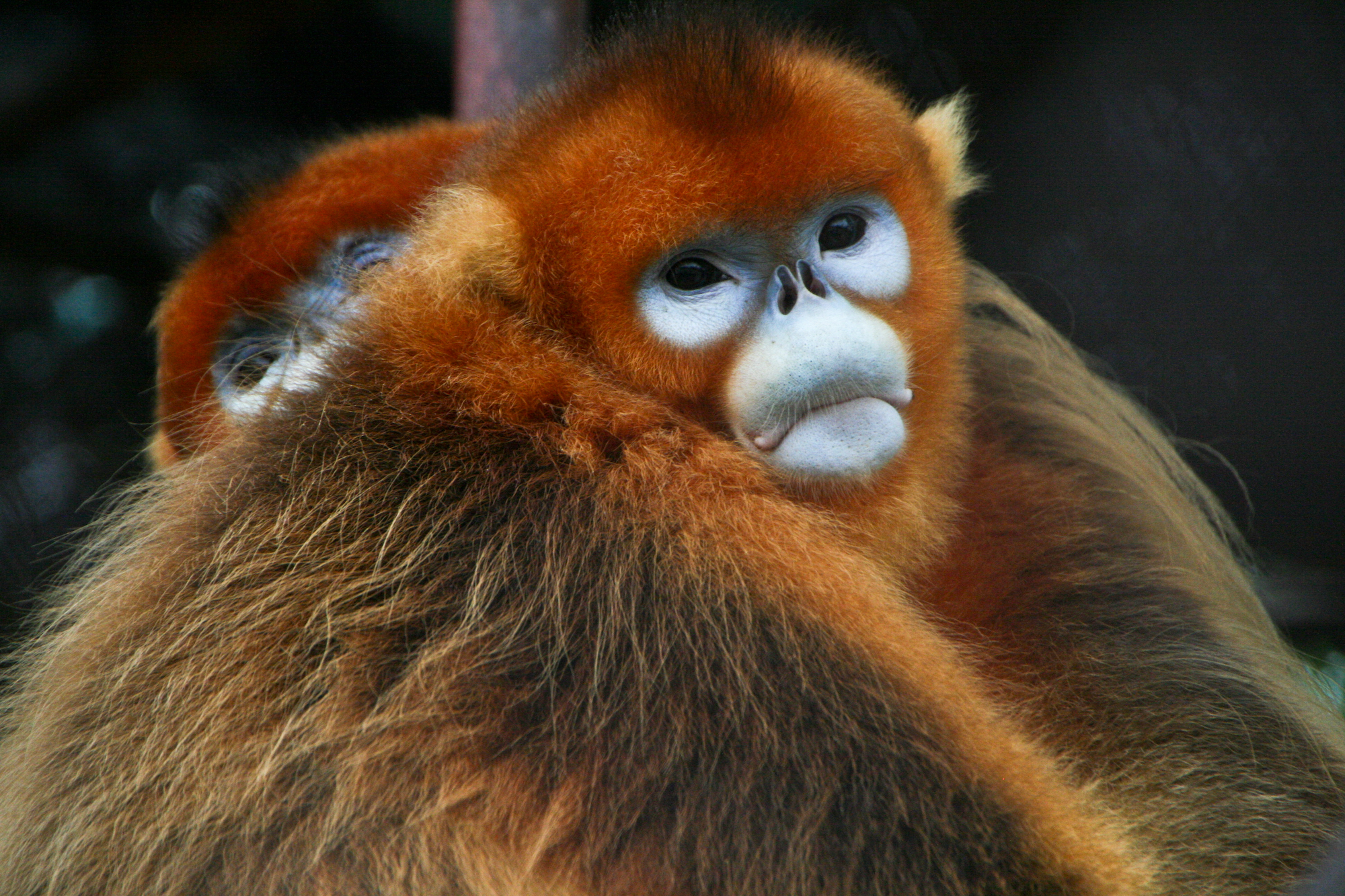
Gouden stompneusaap (Rhinopithecus roxellanae)

De slankapen of bladapen (Colobinae) zijn een van de twee onderfamilies uit de familie apen van de Oude Wereld (Cercopithecidae); de andere onderfamilie zijn de meerkatachtigen (Cercopithecinae). Soms wordt deze onderfamilie als een aparte familie beschouwd, de Colobidae. De slankapen worden in drie geslachtengroepen verdeeld, de Afrikaanse franjeapen (Colobini), de Aziatische langoeren (Presbytini) en de Aziatische stompneusachtigen (Pygatrichini), waartoe de neusaap (Nasalis), de doeks (Pygathrix), de stompneusapen (Rhinopithecus) en varkensstaartlangoer (Simias) behoren.

## Verspreiding en leefgebied
Slankapen zijn over het algemeen bladetende boombewoners, die voornamelijk in bossen en bosgalerijen leven. Sommige soorten (bijvoorbeeld de gewone hoelman) leven ook in landbouw- en stedelijke gebieden.
De grootste diversiteit is te vinden in Zuid- en Zuidoost-Azië, waar zeven geslachten leven, van Pakistan en India tot Zuid-China, de Filipijnen, Celebes en Lombok. Op het eiland Borneo leven zo'n zes verschillende soorten. De Afrikaanse franjeapen zijn minder divers en worden verdeeld in twee à drie geslachten, en leven in de regenwouden van Oost- tot West-Afrika. De meeste fossielen worden gevonden in geheel Afrika, maar ook worden er fossiele slankapen gevonden in Azië en Europa. Een fossiele soort was zo groot als een hedendaagse mensaap.

## Leefwijze
Bladeren (het liefst jonge) vormen het belangrijkste onderdeel van het dieet, aangevuld met vruchten, zaden, knoppen, bloemen en scheuten. In gebieden met minder vruchtbare grond zijn de dieren selectiever dan in gebieden met vruchtbare grond. Van enkele soorten is bekend dat ze ook mineraalrijke aarde eten, en sommige soorten eten ook dierlijk materiaal, voornamelijk insecten.
Er is geen vaste paartijd, maar wel een jaarlijks terugkerende piek in paaractiviteiten. Vrouwtjes nemen vaak het initiatief tot paren, door middel van lichaamsgebaren, waarop het mannetje met andere gebaren reageert. De ogen van de jongen zijn open bij de geboorte, en het jong klampt zich vrijwel direct vast aan de vacht van de moeder. Jongen hebben over het algemeen een kortere vacht die qua kleur afwijkt van dat van volwassen dieren. Bij veel soorten zorgen meerdere vrouwtjes voor de jongen.
Slankapen zijn vrij rustige soorten en minder agressief dan de meerkatachtigen. Ze leven in kleine familiegroepjes, alhoewel deze zich kunnen samenvoegen tot grotere groepen, die uit meer dan honderd dieren kunnen bestaan. Solitaire dieren zijn over het algemeen mannetjes.

## Beschrijving
De meeste slankapen zijn slanker gebouwd dan de overige apen van de Oude Wereld, vandaar de naam. Uitzondering hierop vormen de neusaap en de stompneusapen, die juist vrij zwaar zijn, en tot de zwaarste apen behoren. Bij veel soorten is de duim gereduceerd, een aanpassing aan het leven in bomen.
Pasgeboren slankapen hebben meestal een vachtkleur die afwijkt van de kleur van volwassen dieren, maar meestal overeenkomt met de kleur van pasgeboren slankapen die tot andere soorten behoren. Veel soorten hebben op de kop opvallende "kapsels", waaronder kuiven en pruiken.
Slankapen verschillen in grootte van de gewone hoelman (Semnopithecus entellus), die tot 78 centimeter lang en 23,6 kilogram zwaar wordt, tot de groene franjeaap (Procolobus verus), die 43 tot 49 centimeter lang en 2,9 tot 5,7 kilogram zwaar wordt. De staart is bij de meeste soorten zeer lang.
De slankapen hebben vrij grote speekselklieren. De maag van de slankapen kan grote hoeveelheden voedsel aan en is verdeeld in verscheidene kamers, waardoor ze beter in staat zijn bladeren te verteren dan andere primaten. De bovenste kamer bestaat uit verscheidene zakken en bevat geen maagzuur. Hier leven anaerobe bacteriën, die de bladeren verteren. Mogelijk zijn de speekselklieren zo groot om het maagzuur, dat uit de onderste kamer naar de bovenste kan sijpelen, te neutraliseren.
Ze hebben anders dan de meerkatten en verwanten geen wangzakken. Ook zijn er verschillen in het gebit.

## Relatie met de mens
Veel soorten worden bedreigd. Sommige soorten, als de gouden stompneusaap en de oostelijke franjeaap, hebben een prachtige pels, waardoor ze in het verleden aantrekkelijk waren voor de bontindustrie. Ook worden veel soorten bejaagd voor het vlees of medicijnen. Tegenwoordig vormt echter de oprukkende boskap de belangrijkste bedreiging.
De gewone hoelman wordt echter vereerd door de Hindoes, en de dieren worden gevoerd, ondanks het feit dat de hoelman regelmatig landbouwgewassen plundert. Ze worden namelijk gezien als afstammelingen van Hanuman, de belangrijkste helper van de god Rama toen deze zijn ontvoerde vrouw Sita probeerde terug te vinden.

## Taxonomie
- Onderfamilie: Colobinae (Bladapen of slankapen) (62 soorten)
  - Geslachtengroep: Colobini (Franjeapen) (23 soorten)
    - Geslacht: Colobus (Zwart-witte franjeapen) (5 soorten)
      - Soort: Colobus angolensis (Angolese franjeaap)
      - Soort: Colobus guereza (Oostelijke franjeaap)
      - Soort: Colobus polykomos (West-Afrikaanse franjeaap)
      - Soort: Colobus satanas (Zwarte franjeaap)
      -  Soort: Colobus vellerosus (Witbaardfranjeaap)

    - Geslacht: Piliocolobus (Rode franjeapen) (17 soorten)
      - Soort: Piliocolobus badius (West-Afrikaanse rode franjeaap)
      - Soort: Piliocolobus bouvieri (Bouviers rode franjeaap)
      - Soort: Piliocolobus epieni
      - Soort: Piliocolobus foai
      - Soort: Piliocolobus gordonorum (Udzungwa-franjeaap)
      - Soort: Piliocolobus kirkii (Zanzibarfranjeaap)
      - Soort: Piliocolobus langi
      - Soort: Piliocolobus lulindicus
      - Soort: Piliocolobus oustaleti
      - Soort: Piliocolobus parmentieri
      - Soort: Piliocolobus pennantii
      - Soort: Piliocolobus preussi
      - Soort: Piliocolobus rufomitratus
      - Soort: Piliocolobus semlikiensis
      - Soort: Piliocolobus tephrosceles
      - Soort: Piliocolobus tholloni (Roodkroonfranjeaap)
      -  Soort: Piliocolobus waldroni

    -  Geslacht: Procolobus (Groene franjeapen) (1 soort)
      -  Soort: Procolobus verus (Groene franjeaap)

  - Geslachtengroep: Presbytini (Langoeren) (36 soorten)
    - Geslacht: Presbytis (Echte langoeren) (19 soorten)
      - Soort: Presbytis bicolor
      - Soort: Presbytis canicrus
      - Soort: Presbytis chrysomelas (Goudkleurige langoer)
      - Soort: Presbytis comata (Soendalangoer)
      - Soort: Presbytis femoralis (Bandlangoer)
      - Soort: Presbytis frontata (Witvoorhoofdlangoer)
      - Soort: Presbytis hosei
      - Soort: Presbytis melalophos (Zwartkuiflangoer)
      - Soort: Presbytis mitrata
      - Soort: Presbytis natunae
      - Soort: Presbytis percura
      - Soort: Presbytis potenziani (Mentawailangoer)
      - Soort: Presbytis robinsoni
      - Soort: Presbytis rubicunda (Rode langoer)
      - Soort: Presbytis sabana
      - Soort: Presbytis siamensis (Bleekdijlangoer)
      - Soort: Presbytis siberu
      - Soort: Presbytis sumatrana
      -  Soort: Presbytis thomasi (Thomaslangoer)

    - Geslacht: Semnopithecus (Hoelmans of Grijze langoeren) (8 soorten)
      - Soort: Semnopithecus ajax (Kasjmirhoelman)
      - Soort: Semnopithecus entellus (Voor-Indische hoelman)
      - Soort: Semnopithecus hector
      - Soort: Semnopithecus hypoleucos (Zwartvoethoelman)
      - Soort: Semnopithecus johnii
      - Soort: Semnopithecus priam (Ceylonhoelman)
      - Soort: Semnopithecus schistaceus (Berghoelman)
      -  Soort: Semnopithecus vetulus (Witbaardlangoer)

    -  Geslacht: Trachypithecus (Pruiklangoeren) (22 soorten)
      - Soort: Trachypithecus auratus (Javaanse langoer)
      - Soort: Trachypithecus barbei (Barbes langoer)
      - Soort: Trachypithecus crepusculus
      - Soort: Trachypithecus cristatus (Mutslangoer)
      - Soort: Trachypithecus delacouri (Witkoplangoer)
      - Soort: Trachypithecus ebenus
      - Soort: Trachypithecus francoisi (Tonkinlangoer)
      - Soort: Trachypithecus geei (Gouden langoer)
      - Soort: Trachypithecus germaini
      - Soort: Trachypithecus hatinhensis (Ha Tinhlangoer)
      - Soort: Trachypithecus laotum (Witbrauwlangoer)
      - Soort: Trachypithecus leucocephalus (Witkoplangoer)
      - Soort: Trachypithecus margarita
      - Soort: Trachypithecus mauritius
      - Soort: Trachypithecus melamera
      - Soort: Trachypithecus obscurus (Brillangoer)
      - Soort: Trachypithecus phayrei (Phayrelangoer)
      - Soort: Trachypithecus pileatus (Kuiflangoer)
      - Soort: Trachypithecus poliocephalus (Catbalangoer)
      - Soort: Trachypithecus popa
      - Soort: Trachypithecus selangorensis
      -  Soort: Trachypithecus shortridgei

  -  Geslachtengroep: Pygatrichini (Stompneusachtigen) (10 soorten)
    - Geslacht: Nasalis (Neusapen) (1 soort)
      -  Soort: Nasalis larvatus (Neusaap)

    - Geslacht: Pygathrix (Doeks) (3 soorten)
      - Soort: Pygathrix cinerea (Grijsscheendoek)
      - Soort: Pygathrix nemaeus (Roodscheendoek)
      -  Soort: Pygathrix nigripes (Zwartscheendoek)

    - Geslacht: Rhinopithecus (Stompneusapen) (5 soorten)
      - Soort: Rhinopithecus avunculus (Tonkinstompneusaap)
      - Soort: Rhinopithecus bieti (Bruine stompneusaap)
      - Soort: Rhinopithecus brelichi (Witmantelstompneusaap)
      - Soort: Rhinopithecus roxellana (Gouden stompneusaap of Roxellanastompneusaap)
      -  Soort: Rhinopithecus strykeri (Myanmarese stompneusaap)

    -  Geslacht: Simias (Varkensstaartlangoeren) (1 soort)
      -  Soort: Simias concolor (Varkensstaartlangoer)